# Pseudoglomeris terranea
Pseudoglomeris terranea är en kackerlacksart som först beskrevs av Walker, F. 1871.  Pseudoglomeris terranea ingår i släktet Pseudoglomeris och familjen jättekackerlackor. Inga underarter finns listade i Catalogue of Life.